# Desembarco de soldados procedentes de Cuba
Desembarco de soldados procedentes de Cuba es un dibujo al carboncillo sobre papel de 38,4 x 55,4 cm del pintor Luis Graner i Arrufí (1863-1929). Se encuentra en los fondos del Museo Nacional de Arte de Cataluña en Barcelona, con el número de inventario 026775-D y procedente de la adquisición realizada en el año 1911 de la colección Casellas.

## Historia
Pintado en 1898, representa el regreso o desembarco de los soldados españoles vencidos en la guerra hispano-estadounidense, conocida popularmente como la guerra de Cuba y que tuvo, como consecuencia posterior, mediante los acuerdos de París del 10 de diciembre de 1898, que los Estados Unidos adquiriera Cuba, Filipinas, Puerto Rico y Guam.